# Peter Stiefenhofer
Peter Stiefenhofer (ur. 18 sierpnia 1953) – szwajcarski lekkoatleta, młociarz.
Podczas mistrzostw Europy (1974) z wynikiem 67,76 zajął 14. miejsce w eliminacjach i nie awansował do finału.
Reprezentant kraju w zawodach pucharu Europy.
Sześciokrotny mistrz Szwajcarii (1973–1978).

## Rekordy życiowe
- Rzut młotem – 69,08 (1974) wynik ten był do 1982 rekordem Szwajcarii[4]